# Phaeoses chloracma
Phaeoses chloracma är en fjärilsart som beskrevs av Edward Meyrick 1907. Phaeoses chloracma ingår i släktet Phaeoses och familjen äkta malar.
Artens utbredningsområde är Sri Lanka. Inga underarter finns listade i Catalogue of Life.